# Ami, Ibaraki
Ami (japanska: 阿見町?, Ami-machi) är en landskommun i Ibaraki prefektur i Japan. 